# Aleksandr Vasil'evič Suvorov
Principe Aleksandr Vasil'evič Suvorov, conte di Suvorov di Rymnik (in russo Александр Васильевич Суворов?, AFI: [ʌlʲɪkˈsɑndr vʌˈsʲilʲjɪvʲɪtʆ suˈvoːrəf]; Mosca, 24 novembre 1729 – San Pietroburgo, 18 maggio 1800), è stato un principe e generale russo.
Considerato uno fra i più grandi generali dei suoi tempi, fedele al vecchio regime per tutta la vita, vinse diverse battaglie contro i turchi e i polacchi, ottenendo prestigio e fama e passando alla storia come uno dei pochi generali a non essere mai stato sconfitto in una battaglia campale. Gli viene riconosciuta l'imbattibilità in più di 60 grandi battaglie, spesso cominciate in inferiorità numerica.
Personalità in grado di galvanizzare le sue truppe con le quali amava intrattenere rapporti molto diretti, mostrò grandi qualità di stratega durante la campagna in Svizzera del 1799 seguita a quella vittoriosa in Italia. Dopo una serie di successi apparentemente decisivi contro i francesi in Lombardia e Piemonte, fu costretto a una disastrosa ritirata attraverso le montagne svizzere per evitare la disfatta completa.

## Biografia

### Le origini della famiglia

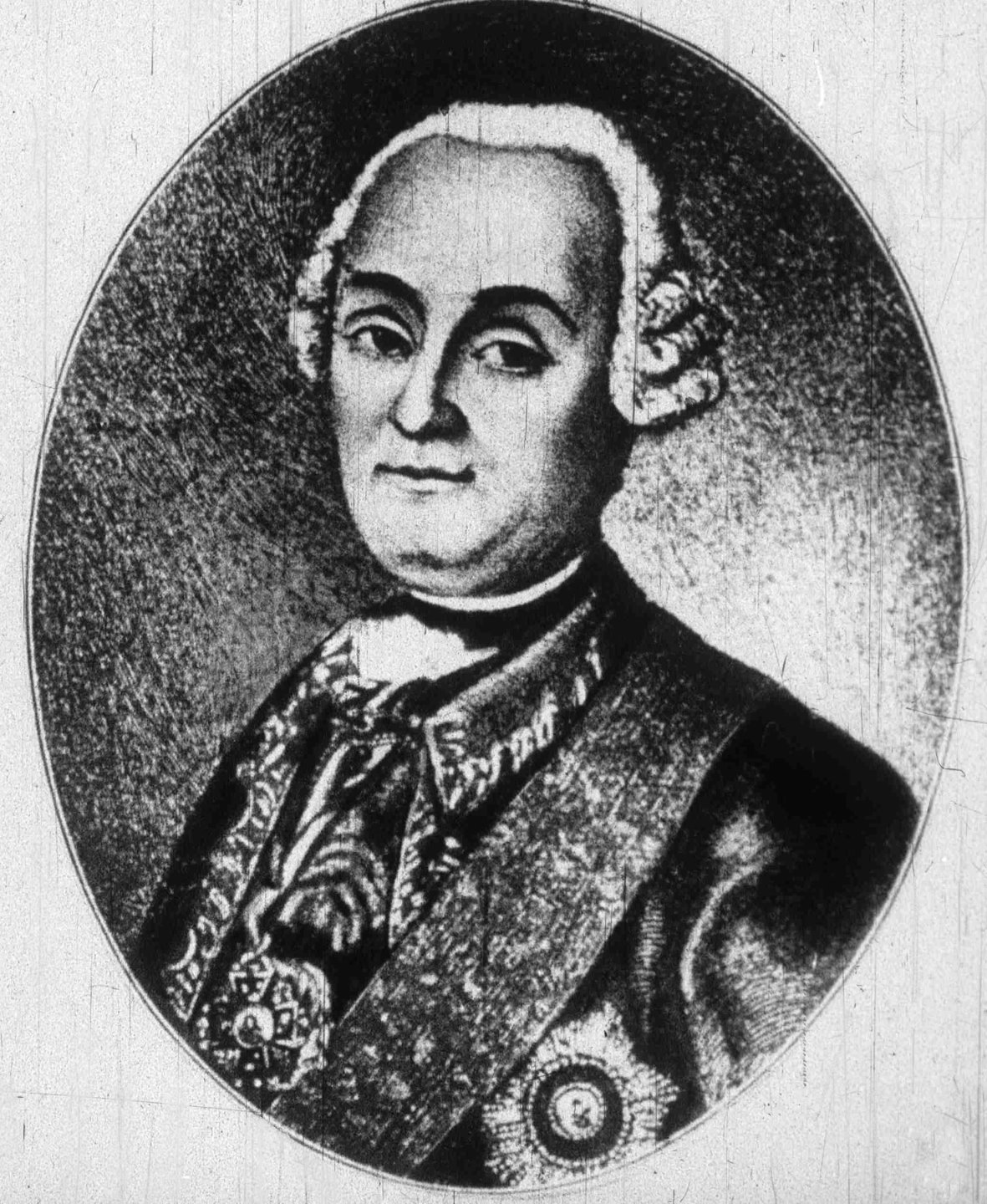
Il generale Vasilij Ivanovič Suvorov, padre di Aleksandr

Era l'unico figlio maschio del generale Vasilij Ivanovič Suvorov, appartenente a una nobile famiglia originaria di Velikij Novgorod; sua madre era Eudossia Feodosievna Manukova, figlia di Feodosej Manukov, appartenente alla vecchia aristocrazia di Mosca, a casa del quale il giovane Suvorov venne alla luce. Secondo quanto riportato dallo stesso Suvorov successivamente nei suoi scritti, i suoi antenati avrebbero avuto origini svedesi e sarebbero giunti in Russia con un certo Suvor che dal 1622 si sarebbe posto al servizio dello zar Michele I di Russia e per lui avrebbe combattuto nelle guerre contro i Tatari e i Polacchi.
Gli studiosi Nikolaj Baskakov e Aleksandra Superanskaja hanno recentemente fatto notare come la parola Suvorov in russo antico era afferente a un nome maschile, Suvor appunto, basato sull'aggettivo suvory o surovy che significa "severo". Baskakov ha inoltre fatto notare come lo stemma della famiglia Suvorov non riporti simboli di origine o tradizione araldica svedese. Tra i primi a sfatare quanto sostenuto dal generale Suvorov sulle origini svedesi della sua casata vi fu certamente la zarina Caterina II di Russia, la quale scrisse in una sua lettera a Johann von Zimmerman nel 1790: "È senz'ombra di dubbio che il nome dei Suvorov sia da tempo nobile e da tempo essi risiedano in Russia". La tesi degli storici, supportata da queste asserzioni, si baserebbe sul fatto che al 1699 vi erano almeno diciannove famiglie Suvorov tra loro imparentate, tutte con proprietà terriere consistenti, che certamente non potevano essere tipiche di una famiglia giunta in Russia solo nel 1622 dall'estero.

### I primi anni

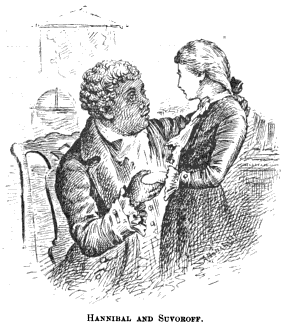
Il piccolo Suvorov con il generale Abram Petrovič Gannibal

Battezzato con il nome di Aleksandr in onore dell'eroe russo Aleksandr Nevskij, trascorse la sua infanzia nella tenuta di caccia del padre, dal momento che la sua salute cagionevole lo rendeva spesso debole e malato. Suo padre pertanto pensò di destinarlo alla carriera diplomatica o al servizio dello stato russo. Tuttavia, fin dall'infanzia, Suvorov mostrò una certa propensione verso le questioni militari, istruendosi in artiglieria, fortificazioni e storia militare, sfruttando la ricchissima biblioteca del padre, leggendo scritti di Plutarco, Quinto Curzio, Cornelio Nepote, Giulio Cesare e Carlo XII di Svezia. Suvorov iniziò con questo obbiettivo in mente a impegnarsi in esercizi fisici nella speranza di recuperare a pieno le proprie forze. Grande influenza sul destino di Suvorov la ebbe il generale Abram Petrovič Gannibal, amico della famiglia Suvorov e bisnonno poi di Aleksandr Puškin. Fu questi infatti a consigliare a Suvorov padre di lasciare che il figlio intraprendesse la carriera militare, notando la propensione alla strategia che il bambino riponeva nei suoi giochi di guerra. Durante gli anni della giovinezza, oltre al russo nativo, Suvorov ebbe modo di studiare anche il francese, il tedesco, il polacco e l'italiano.
Il 3 novembre 1742 Aleksandr Vasil'evič Suvorov entrò a fare parte del Reggimento della Guardia Semënovskij. Fino al momento del suo ingresso nella vita militare attiva con il grado di caporale il 12 gennaio 1748, i suoi compiti erano consistiti unicamente nel perfezionare la sua formazione scolastica.
Nel 1749 il reggimento, fino ad allora stanziato a San Pietroburgo, venne spostato a Mosca, dove Suvorov divenne cadetto dell'Accademia militare. Coloro che vi si diplomavano, anche se fino a quel momento non avevano ancora partecipato a una vita militare attiva, potevano guadagnarsi due gradi militari che permettevano di accedere sia a una carriera militare che civile. L'anno 1751 gli valse il grado di Aiutante presso il maggior generale N.F. Sokovnin. Fra marzo e ottobre seguì quest'ultimo in missione diplomatica a Dresda e a Vienna. Nel 1755 fu impegnato per la prima volta in un altro reggimento: il Reggimento di fanteria Ingermanlandiano.
Combatté contro i prussiani nella guerra dei sette anni (1756 - 1763). Si distinse in battaglia e divenne colonnello nel 1762.
In seguito Suvorov combatté in Polonia e prese Cracovia (1768), preparando la strada alla prima spartizione della Polonia e raggiungendo il grado di maggior generale.
Nella guerra contro l'Impero Ottomano tra il 1773 e il 1774, soprattutto con la battaglia di Kozluca (Turchia), il generale iniziò a consolidare la propria reputazione.
Nel 1775 ricevette l'incarico di sopprimere la rivolta di Pugačëv, organizzata appunto dal cosacco Emel'jan Ivanovič Pugačëv, ma arrivò sulla scena in ritardo, quando il leader ribelle era già stato tradito dai suoi cosacchi. Lo interrogò e lo condusse a Mosca, dove venne decapitato.

### Le guerre contro l'Impero ottomano

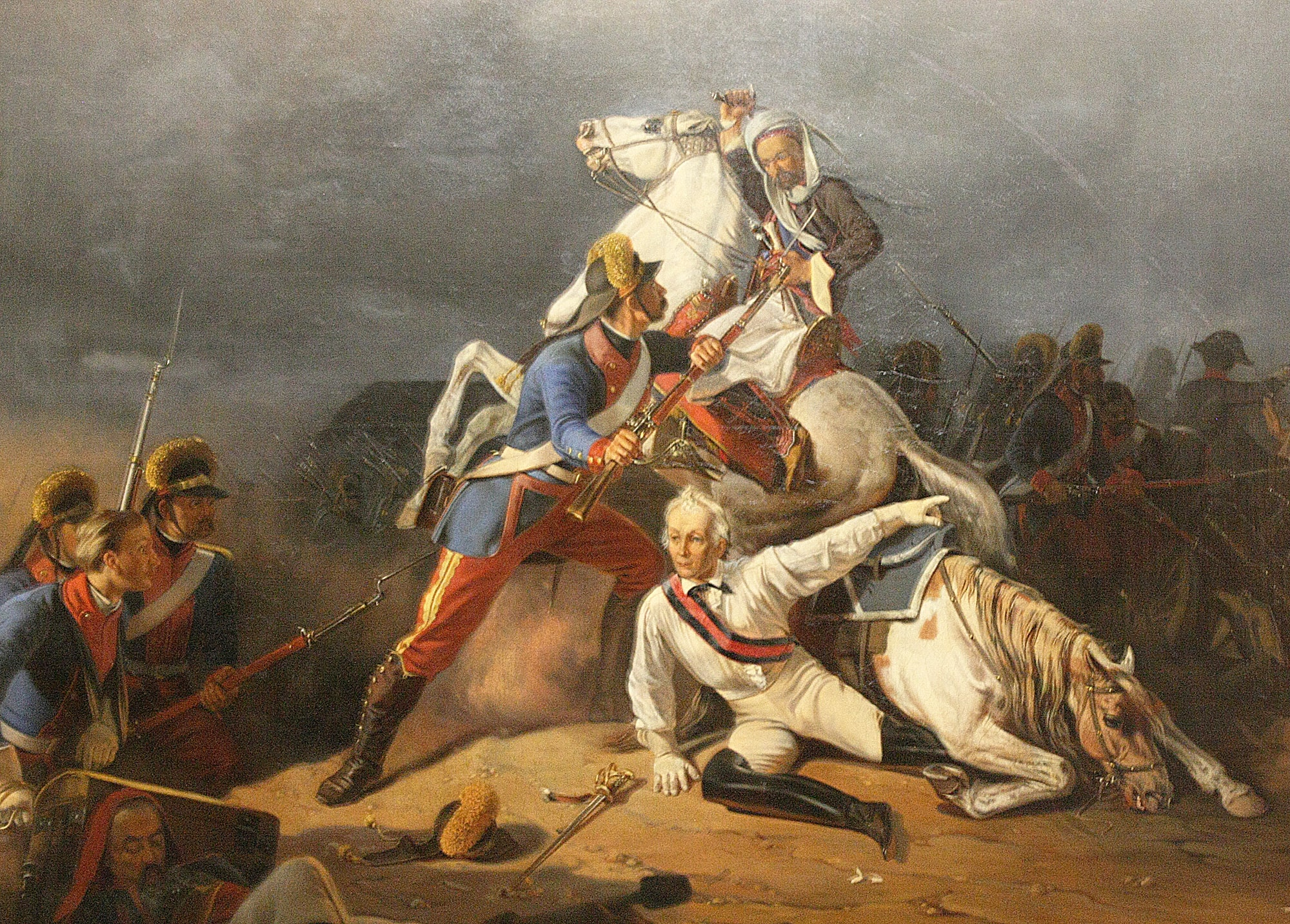
Suvorov, ferito, salvato dal granatiere Novikov durante la battaglia di Kinburn

Dal 1777 al 1783 Suvorov servì in Crimea e nel Caucaso, divenendo tenente-generale nel 1780 e generale di fanteria nel 1786, alla conclusione della campagna. Nel 1783 soppresse la rivolta di Kuban Nogai. Per conto della zarina Caterina II, organizzò il reinsediamento dei migranti armeni dalla Crimea e diede loro il permesso di fondare una città, che prese il nome di Nor Nachičevan'.
Dal 1787 al 1791 lottò nuovamente contro i turchi durante la guerra russo-turca del 1787–1792 e ottenne numerose vittorie; fu ferito due volte durante la battaglia di Kinburn (1787), prese parte all'assedio di Očakov e nel 1788 ottenne due grandi vittorie a Focșani e sul fiume Rymnik, dove le forze austro-russe composte da 25.000 unità batterono 30.000 turchi. In entrambe le battaglie fu affiancato da un Corpo d'armata austriaco sotto il comando del principe Federico Giosia di Sassonia-Coburgo-Saalfeld; nella battaglia di Rymnik (Râmnicu Sărat, Romania), Suvorov si trovò però alla testa dell'intera forza alleata. Dopo l'ultima vittoria, Caterina la Grande creò Suvorov conte, con il predicato di "Rymnikskij", e la stessa cosa fece Giuseppe II del Sacro Romano Impero.
Il 22 dicembre 1790 Suvorov attaccò l'impenetrabile fortezza di Ismail, in Bessarabia. Le forze turche avevano ordine di mantenere la posizione fino alla fine e declinarono, in forma arrogante, l'ultimatum russo. La sconfitta significò una catastrofe per l'Impero ottomano, mentre in Russia la vittoria fu glorificata nel suo primo inno nazionale, Grom pobedy, razdavajsja! ("Suonano i tuoni della Vittoria!").

### Il servizio militare in Finlandia e nella regione del Mar Nero settentrionale

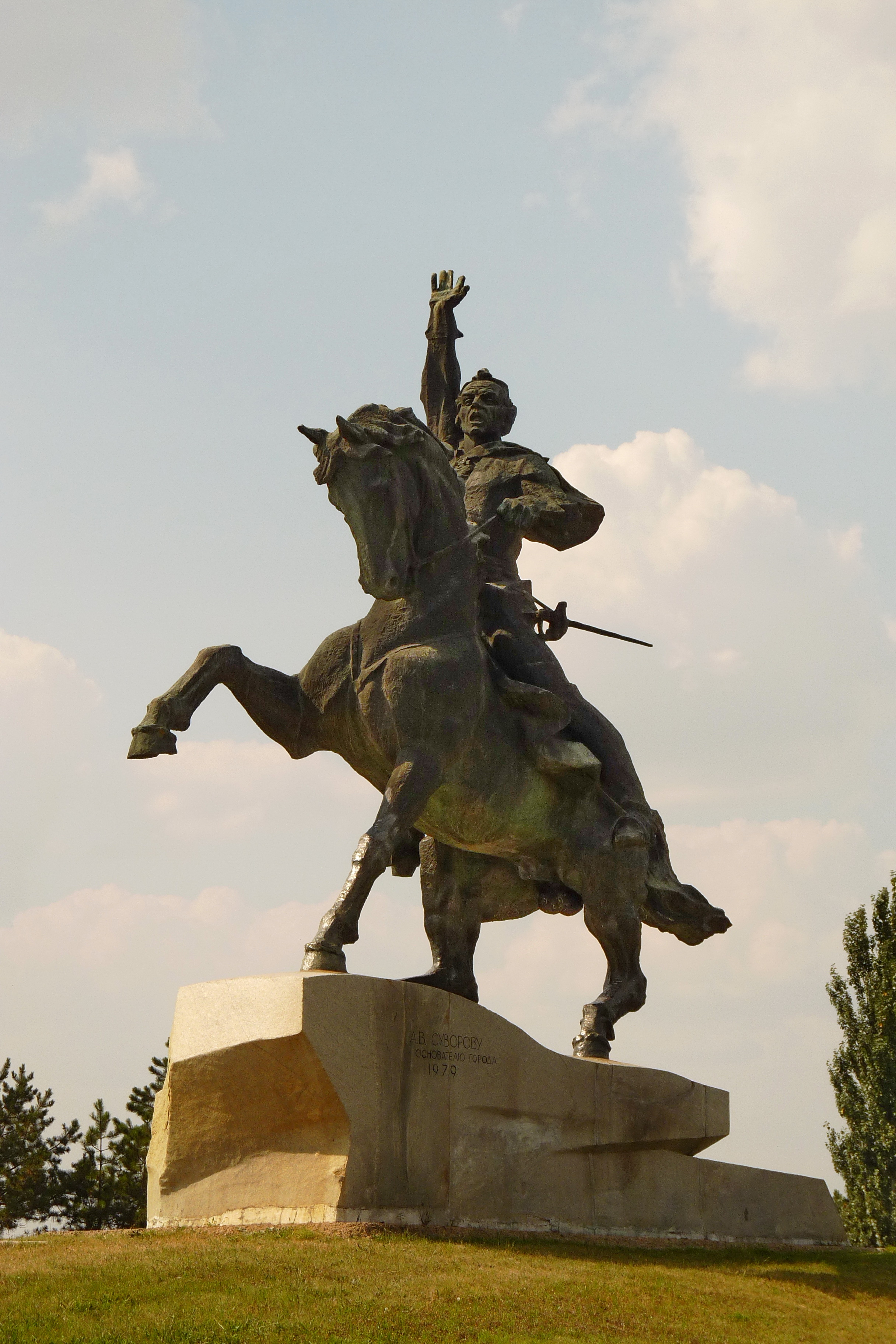
Il monumento equestre a Suvorov presso la città di Tiraspol

Dal 1791 Suvorov venne posto al comando delle truppe russe in Finlandia, guidando la costruzione di fortificazioni al confine con la Svezia. Gli fu anche affidato il comando del porto di Rochensalm e della flottiglia di Saima. Su suggerimento di Suvorov, furono costruiti quattro canali a uso militare per la flottiglia di Saima che avrebbero garantito il passaggio delle navi da Wilmanstrand a Neyshlot attraverso il territorio russo.
Dopo la morte di Potemkin nel 1792, Suvorov venne nominato comandante delle truppe nella Russia meridionale, nel governatorato di Ekaterinoslav e nella regione della Tauride (1792-1794).
Dopo la vittoria della guerra russo-turca, era nata infatti la necessità di rafforzare il nuovo confine russo-turco, che si attestava lungo il fiume Dniester. Il lavoro di preparazione di un piano di gestione delle frontiere venne affidato a Suvorov, il quale si concentrò prevalentemente sul rafforzamento della riva sinistra nella parte inferiore del corso del Dniester. Per suo ordine, sulla riva sinistra del fiume, sul sito di un villaggio incendiato e raso al suolo dai turchi, venne costruita la fortezza di Sredny e nel 1792 fu fondata la città di Tiraspol. Sempre sotto la guida di Suvorov, venne avviata la costruzione delle fortificazioni di Hadzhibey (Odessa) in preparazione di un più vasto progetto che Caterina II aveva (poi mai attuato) di conquistare un giorno Costantinopoli. Per pianificare questa nuova campagna, che poi non si realizzò, Suvorov iniziò a intessere un complesso lavoro di intelligence nella capitale ottomana, affidando tale opera a quello che divenne in seguito il suo biografo ufficiale, Friedrich Anting, il quale il 22 febbraio 1794 gli restituì una relazione completa con la risposta a 22 domande relative all'organizzazione della difesa della città, alle fonti di approvvigionamento idrico e alimentare, allo stato dell'esercito e della marina, nonché alla situazione politica nella capitale del nemico.

### La "frusta dei polacchi"

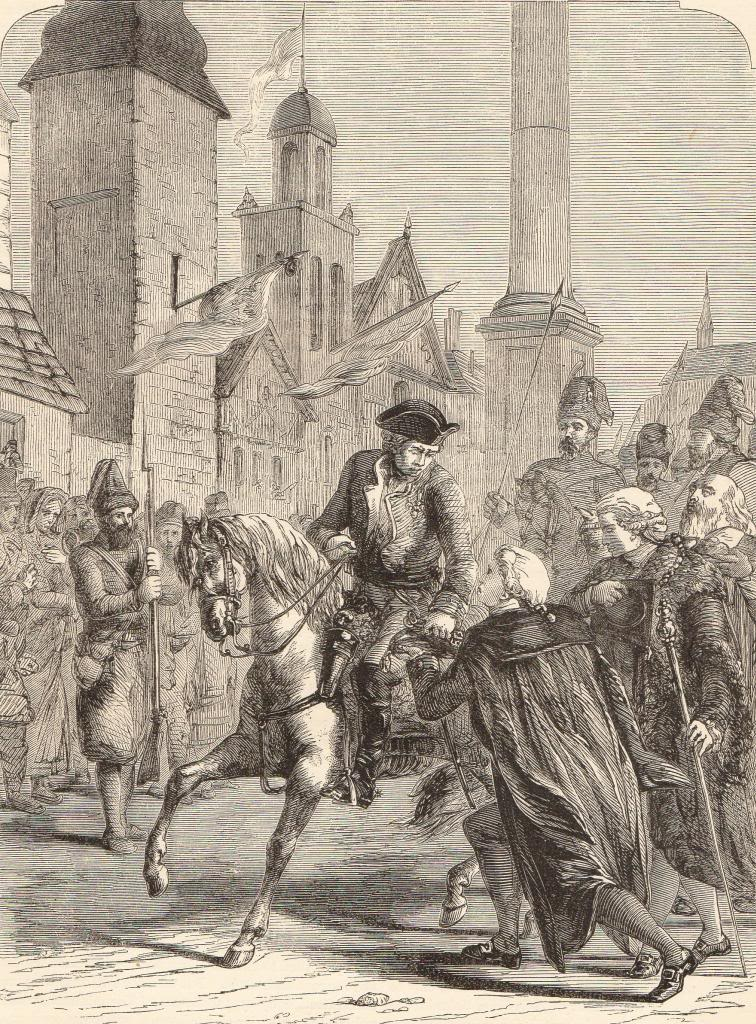
Suvorov entra a Varsavia nel 1794

Immediatamente dopo la firma della pace con i turchi, Suvorov fu trasferito nuovamente in Polonia, dove assunse la direzione di uno dei corpi d'armata sotto il comando del generale Nikolaj Vasil'evič Repnin. Inizialmente le forze di Suvorov erano composte da 4500 soldati, che aumentarono in seguito a 11.000 dopo ulteriori adesioni spontanee.
Per sei giorni consecutivi il corpo d'armata di Suvorov totalizzò ben quattro vittorie: il 14 settembre nella città di Divín, il giorno successivo a Kobryn, dove l'avanguardia cosacca di Suvorov sconfisse il distaccamento di cavalleria del maggiore Ruščič. Seguirono poi le imprese del 17 settembre, presso il monastero di Krupčicy vicino a Kobryn, dove Suvorov attaccò la divisione di Karol Serakovsky (5000 unità e 26 cannoni); il 19 settembre combatté poi nuovamente contro le forze di Serakovskij (8000 unità e 14 cannoni) a Brėst e le sconfisse completamente. Prese parte alla battaglia di Maciejowice, nella quale fu catturato il comandante in capo dei rivoltosi polacchi, Tadeusz Kościuszko
Il 4 novembre 1794 le forze di Suvorov attaccarono Varsavia e occuparono uno dei suoi sobborghi, denominato Praga. L'uccisione di molti civili, in quello che fu definito il "Massacro di Praga", minò il morale dei difensori e contribuì a mettere rapidamente fine all'insurrezione di Kościuszko. Promosso Feldmaresciallo con decreto di Caterina II, rimase in Polonia fino al 1795, quando infine ottenne di fare ritorno a San Pietroburgo.

### Il difficile rapporto con Paolo I e la caduta in disgrazia

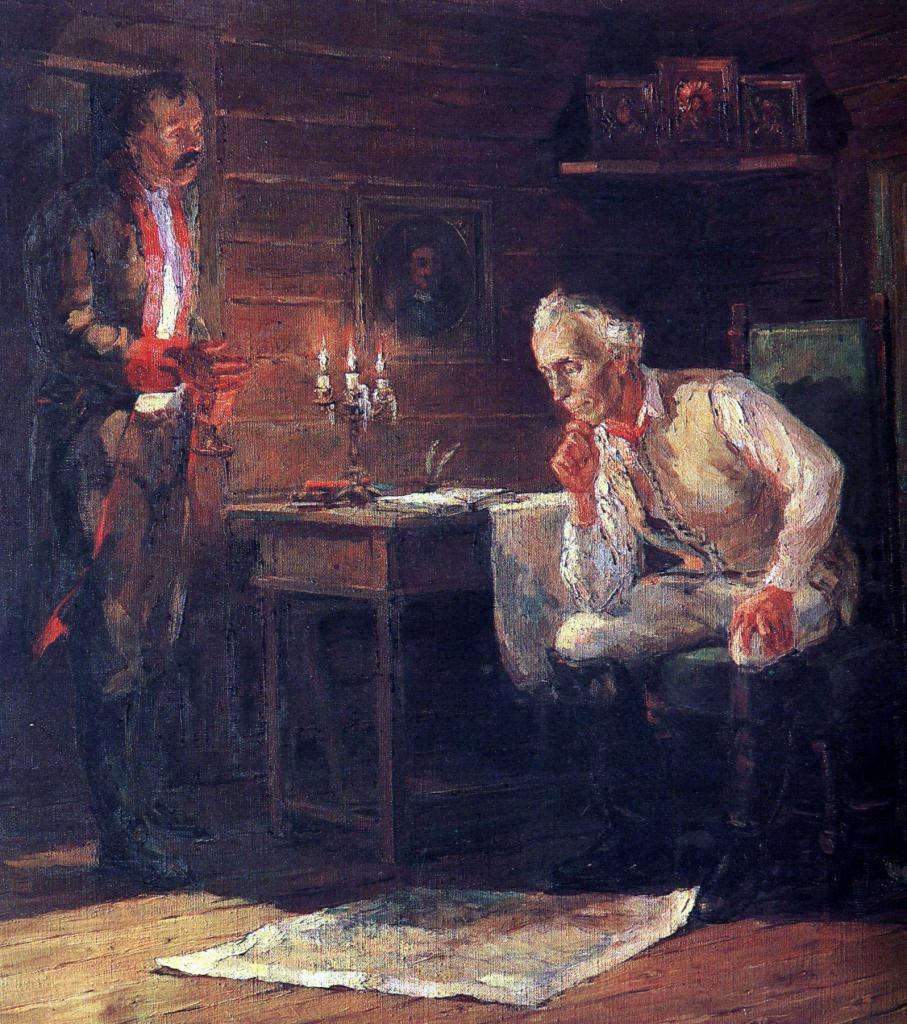
Suvorov durante il periodo del suo allontanamento dalla corte per le frizioni avute con lo zar Paolo I

Al suo ritorno nella capitale russa, Suvorov scoprì che la sua sovrana e amica Caterina II era molto malata, ma un colpo ancora più duro lo subì quando ella morì, nel 1796. Il successore al trono, Paolo I, era un fanatico sostenitore del sistema militare prussiano di Federico il Grande e tra le sue prime riforme vi fu quella dell'esercito, riempiendo la società russa di parate militari e spettacoli volti a esaltare la forza militare dell'impero zarista.
Questa eccessiva ingerenza del sovrano nelle questioni militari andava a scontrarsi con Suvorov, che ne aveva avuto la direzione completa sino a poco tempo prima, il quale inoltre si opponeva categoricamente alla gestione dell'esercito russo sul modello prussiano, in quanto non lo riteneva applicabile al variegato panorama dell'impero dei russi. Per tutta risposta, quindi, Suvorov continuò a istruire i soldati secondo i propri dettami, in netta contrapposizione con quanto deciso dall'alto da Paolo I. Suvorov giunse a dire in un suo discorso: "I russi hanno sempre battuto i prussiani, dunque cosa potremmo avere da imparare da loro? [...] La cipria non è polvere da sparo, una lettera non è una pistola, una falce da campo non è una mannaia e io non sono un tedesco, ma un russo per nascita".
Queste dichiarazioni causarono molta irritazione e rabbia nell'imperatore e il 6 febbraio 1797 Suvorov venne licenziato e privato del diritto di indossare l'uniforme, ritirandosi dalla fine di marzo nella sua tenuta nella provincia della città bielorussa di Kobryn con diciannove dei suoi ex ufficiali del suo quartier generale, a ognuno dei quali Suvorov assegnò un piccolo villaggio con dei contadini. Suvorov conduceva una vita molto semplice: le domeniche suonava la campana della chiesa e cantava con i compaesani del villaggio e nei giorni infrasettimanali lavorava come uno di loro. Paolo I continuò a informarsi costantemente sulle azioni di Suvorov, come la sua corrispondenza con la moglie, che rimaneva a Mosca poiché le loro relazioni matrimoniali non erano buone. Questa sorveglianza speciale si era resa necessaria in particolare perché i dubbi dello zar erano stati fomentati dal tenente generale P. Rumjancev, rancoroso nei confronti dell'ex generale e suo superiore, il quale giunse a riferirgli che Suvorov a Kobryn "si preoccupava di preparare una rivolta contro lo zar". Paolo I, senza indugio, inviò subito un gruppo di soldati per arrestare l'ex generale con i suoi collaboratori. Il generale venne trasferito nella proprietà di Končanskoe, un villaggio delle campagne a est di Velikij Novgorod, oggi noto in suo onore come Končanskoje-Suvorovskoe (in russo Кончанское-Суворовское?), con il divieto assoluto di entrare in contatto con i suoi fedelissimi.

### La campagna d'Italia

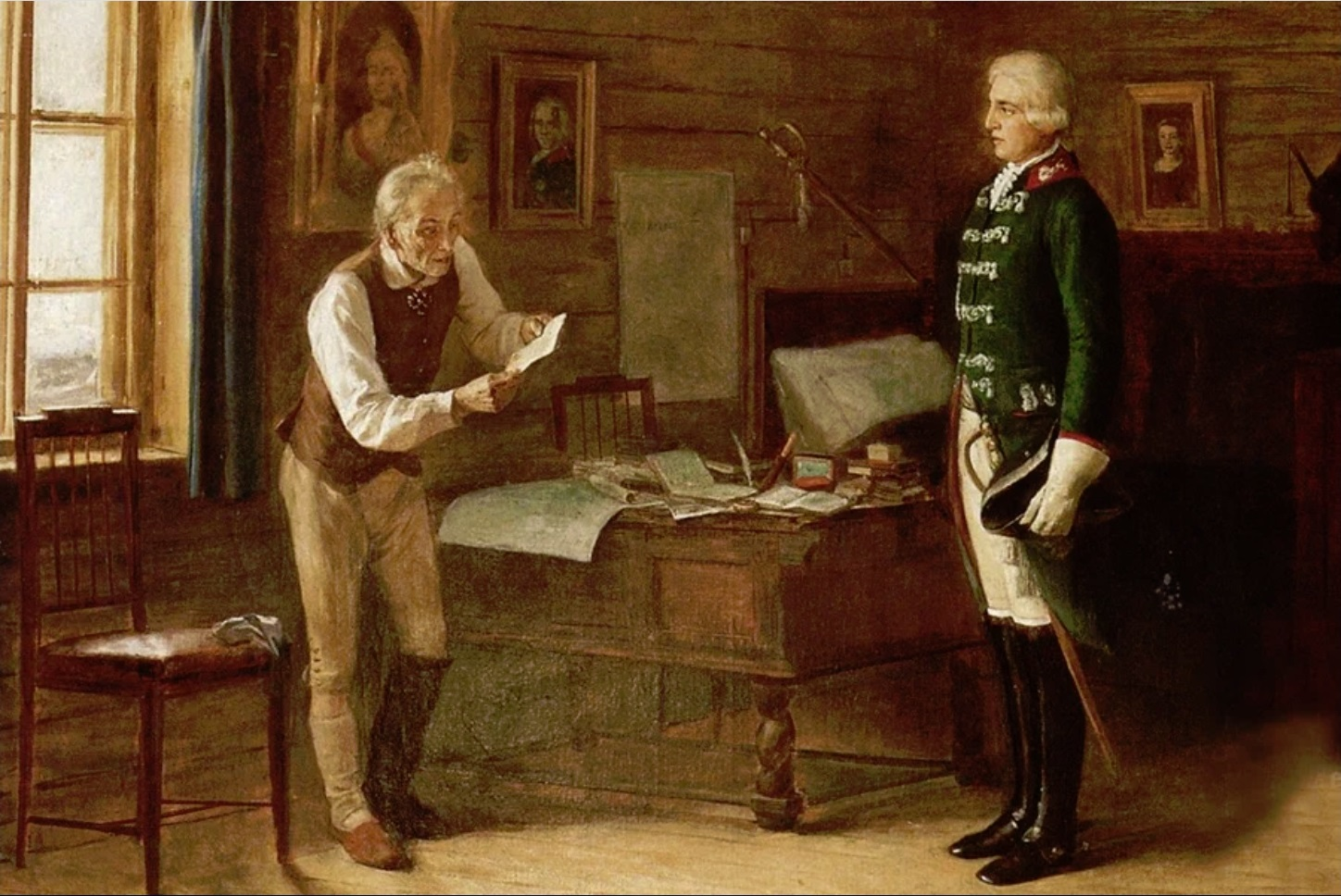
Un esiliato Suvorov riceve l'ordine imperiale di comando delle truppe nella lotta contro Napoleone

Dopo avere aderito alla seconda coalizione antinapoleonica (al fianco di Gran Bretagna, impero austriaco, impero ottomano e Regno di Napoli) lo zar Paolo I promise di inviare per l'operazione un forte contingente militare con l'assistenza dell'Impero austriaco. Inizialmente, a capo dell'esercito era previsto l'arciduca Giuseppe d'Asburgo-Lorena, ma su insistenza degli inglesi l'imperatore austriaco chiese a Paolo I di nominare Suvorov comandante per le sue indiscusse doti di militare e per i successi ottenuti. Lo zar Paolo I, seppur inizialmente riluttante, decise infine di convocare il vecchio generale per affidargli il comando di queste truppe. Nel febbraio del 1799 lo zar reintegrò Suvorov nei ranghi dell'esercito; il generale fu insignito della Gran Croce dell'Ordine di San Giovanni di Gerusalemme. L'imperatore Francesco I d'Austria assegnò a Suvorov il titolo di feldmaresciallo e il diritto di guidare anche le sue truppe coalizzate.
Il 14 aprile Suvorov raggiunse Montebello Vicentino, dove le forze della coalizione avevano il loro quartier generale, e assunse il comando delle operazioni contro gli eserciti rivoluzionari francesi in Italia.
La prima preoccupazione di Suvorov fu di saggiare gli umori dei lombardi e dei veneti, cui indirizzò il celebre "Proclama agli Italiani", facendo leva sui valori religiosi e della proprietà privata e promettendo il più crudo trattamento nei confronti di coloro che intendessero allearsi ai francesi.
(dal Proclama agli Italiani del generale Suvorov - 14 marzo 1799)

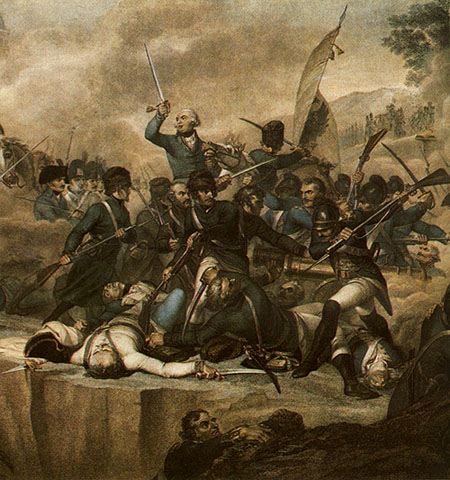
Suvorov alla battaglia di Cassano d'Adda, dipinto di Luigi Schiavonetti (1765-1810)

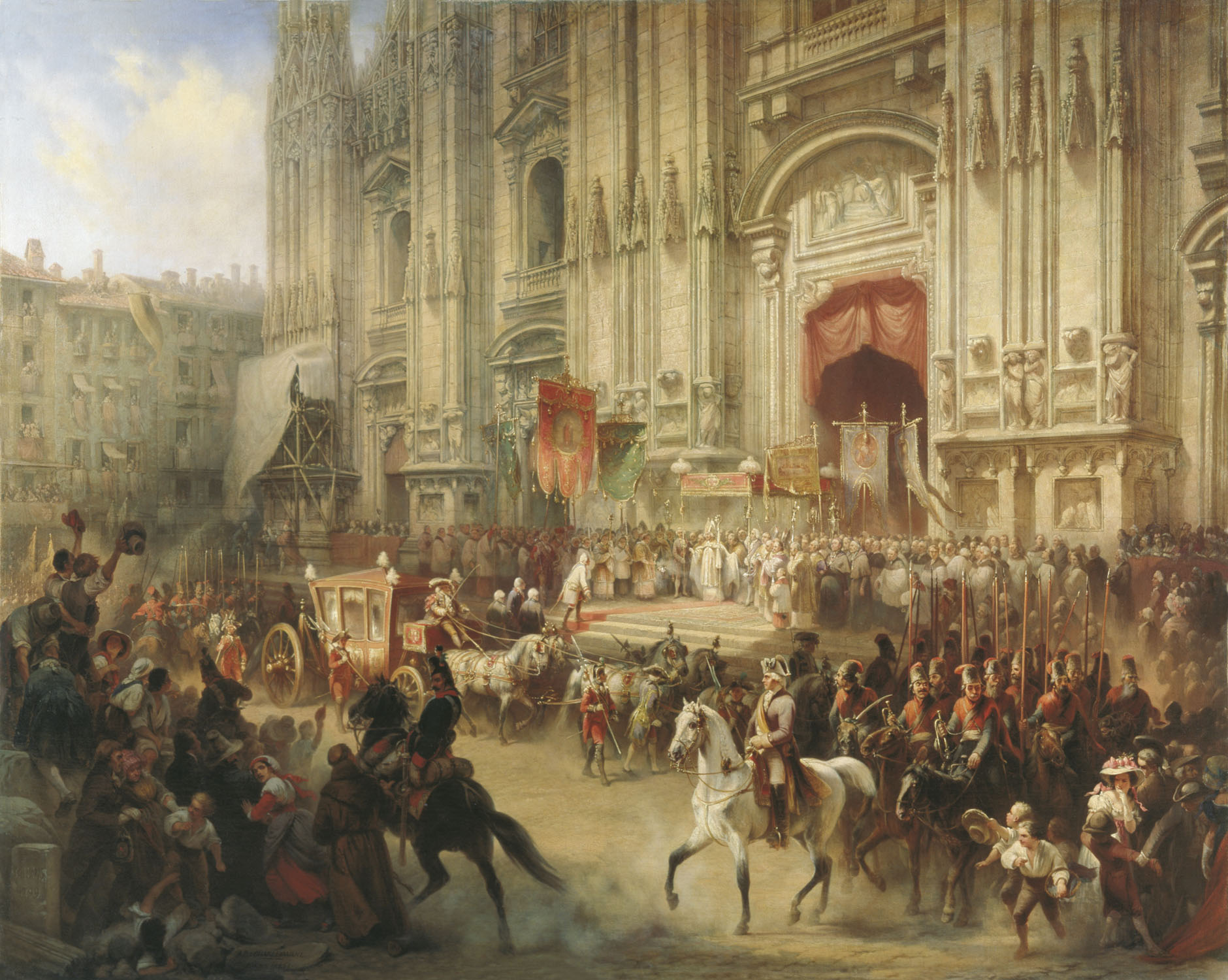
L'ingresso trionfale delle truppe di Suvorov a Milano

In poche settimane, Suvorov riuscì a reclutare 10.000 volontari, tra le popolazioni scontente e impaurite dalle ruberie messe in atto dall'esercito francese. Già dal 19 aprile gli alleati russo-austriaci con circa 80.000 uomini giunsero al fiume Adda sotto il comando di Suvorov.
Il primo scontro delle truppe di Suvorov con i francesi sul territorio italiano portò alla conquista della città fortificata di Brescia il 21 aprile (in questa battaglia si distinse il maggiore generale principe Bagration). La conquista di Brescia permise di iniziare il blocco delle fortezze nemiche di Mantova e Peschiera e di iniziare il movimento del grosso delle truppe verso Milano dove parte dell'esercito si stava ritirando, trincerandosi all'Adda. 

La città di Lecco venne presa il 26 aprile, mentre lo scontro a Cassano d'Adda iniziò il 27 aprile e si concluse con la sconfitta delle truppe francesi. Sul Trebbia venne sconfitto il generale francese MacDonald, mentre a Novi vennero sconfitte le truppe del generale Joubert (che morì all'inizio dello scontro) e poi quelle di Jean Victor Marie Moreau. 
I francesi vennero costretti alla ritirata generale di tutte le loro forze presenti in Italia, lasciando circa 3000 morti mentre circa 5000 furono fatti prigionieri. A seguito di queste vittorie, il re di Sardegna concesse a Suvorov il rango di principe.
A seguito di queste operazioni, il 28 aprile l'esercito francese abbandonò Milano e consentì l'ingresso delle truppe alleate nella capitale lombarda. Il 1º maggio gli austro-russi si diressero verso il Po. In questa campagna furono prese le fortezze di Peschiera, Tortona e Pizzighettone, in ognuna delle quali Suvorov lasciò un presidio austriaco, e quindi il suo esercito fu gradualmente ridotto. 

All'inizio di maggio, Suvorov iniziò a trasferirsi a Torino. Il 16 maggio, il contingente francese del generale Moreau vicino a Marengo attaccò la divisione austriaca, ma con l'aiuto delle truppe di Bagration venne respinto. I francesi furono costretti a ritirarsi, lasciando le fortezze di Casale Monferrato e Valenza senza combattere e, dopo avere aperto la strada per Torino, anch'essa venne conquistata senza combattere (grazie al sostegno dei residenti locali e della Guardia Nazionale del Piemonte) il 26 maggio successivo. Di conseguenza, praticamente tutto il nord Italia si liberò della presenza dei francesi.
Il re di Sardegna Carlo Emanuele IV lo volle ricompensare, concedendogli con lettere patenti datate Torino 4 luglio 1799 i titoli di principe su cognome (per sé e per i suoi successori in linea maschile e primogenita) e di "cugino del re", il grado civile di Grande di corona e quello militare di Grande Maresciallo di campo dell'Armata Sarda. Il titolo sardo fu in Russia tradotto come "principe di Sardegna" o "principe del Regno di Sardegna" ma, in realtà, era privo di alcun predicato.

### La campagna in Svizzera

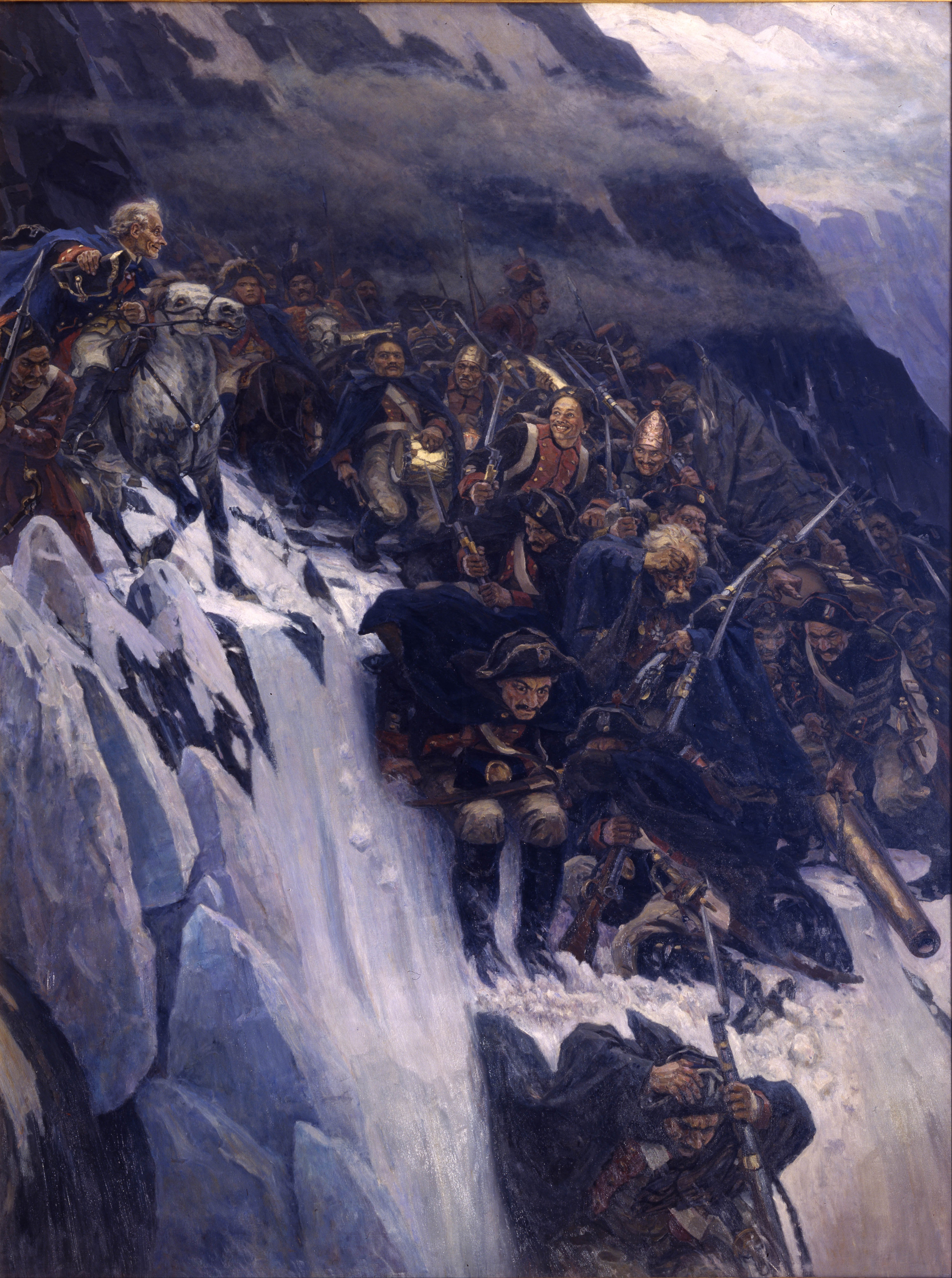
Le truppe del generalíssimo Suvorov attraversano le Alpi nel 1799, dipinto di Vasilij Ivanovič Surikov

Dopo la liberazione del nord Italia, Suvorov intendeva lanciare un'offensiva diretta alla Francia,  in direzione di Grenoble, Lione e poi Parigi. Questo piano gli fu impedito dai suoi stessi alleati, che temevano che l'influenza russa potesse così aumentare a dismisura nel Mediterraneo e in Italia a loro svantaggio. Per tali motivi la Gran Bretagna e l'Austria decisero di rimuovere il suo esercito dal nord Italia. Le forze del generale Aleksandr Michajlovič Rimskij-Korsakov, inoltre, erano state recentemente battute da quelle del generale Andrea Massena a Zurigo e per questo Suvurov venne chiamato a spostarsi sul fronte elvetico per dare assistenza.
Tradito dai suoi stessi compagni d'arme, il vecchio maresciallo di campo dovette passare attraverso le Alpi fino all'alto Reno e ritirarsi nel Vorarlberg, dove l'esercito in disfatta, senza cavalli né artiglieria, aveva i suoi acquartieramenti invernali. Quando Suvorov si fece strada attraverso le cime innevate delle Alpi, il suo esercito si vide sottoposto a una dura prova, benché non fosse stato sconfitto. Per una così grande ritirata strategica, che non si vedeva dai tempi di Annibale, Suvorov venne elevato al rango, senza precedenti, di Generalissimo. Gli venne promesso ufficialmente che gli sarebbero stati tributati gli onori militari al suo ritorno in Russia, ma gli intrighi della corte portarono lo zar Paolo a cancellare la cerimonia.
Lo zar Paolo, comunque, con decreto datato 8 agosto 1799 (S.O.) gli concesse il titolo di principe dell'Impero Russo per sé e i suoi discendenti di ambo i sessi con il titolo di "principe d'Italia" (Italijskij) a ricordare il luogo delle sue campagne vittoriose, cosicché tutta la sua discendenza portò i titoli di principi e principesse Italijskij e di conti e contesse Suvurov-Ryminiskij.

### Il ritorno in Russia e la morte

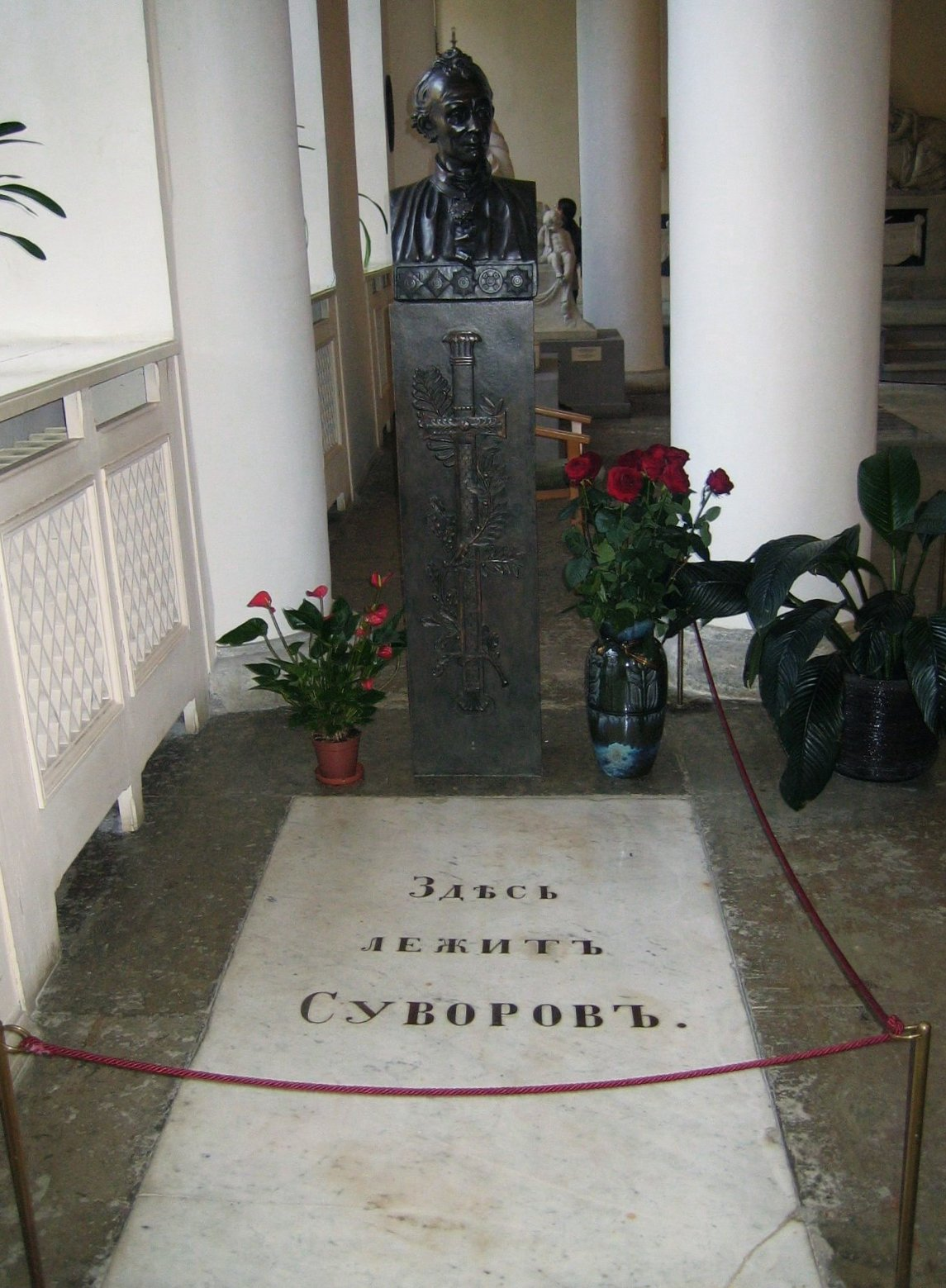
La tomba del generale Suvorov

Dopo la fine della campagna, Suvorov si ritirò temporaneamente in Boemia nella speranza di riprendersi il più possibile per poi proseguire la guerra contro la Repubblica francese. Tuttavia quando l'esercito russo riprese la sua marcia il 25 gennaio 1800, Suvorov era troppo malato per potere proseguire la campagna militare e per questo gli venne consigliato di intraprendere il viaggio per il ritorno in patria. A Cracovia cedette formalmente il comando dei suoi uomini al generale Andrej Grigor'evič Rosenberg e si diresse verso il confine con la Russia.
Agli inizi del 1800 Suvorov tornò a San Pietroburgo. Paolo I, però, si rifiutò di riceverlo in udienza perché riteneva che il suo atteggiamento nelle campagne militari in Italia e in Svizzera fosse stato troppo irrispettoso del ruolo del suo monarca che, pur lontano migliaia di chilometri, rappresentava comunque il comandante supremo delle forze imperiali russe in campo. Egli, nell'ottica di Paolo I, aveva agito in maniera autoritaria e talvolta spregiudicata, senza consultarlo sulle scelte da prendere anche sul campo. Tali motivazioni erano ovviamente delle scuse che lo zar aveva accampato ancora una volta, sostenuto dalle malelingue di corte, per non concedere all'anziano generale gli onori che gli sarebbero spettati in patria, mentre nei paesi che aveva liberato era stato osannato come il salvatore di quei popoli. Ferito e malato, il vecchio comandante morì il 18 maggio 1800 nella capitale. Lord Whitworth, l'ambasciatore inglese, e il poeta Deržavin furono le uniche persone importanti presenti al suo funerale.
Suvorov è sepolto nella chiesa dell'Annunciazione, nel monastero di Aleksandr Nevskij. Secondo i suoi desideri, sul suo sepolcro venne posta una semplice iscrizione: "Qui giace Suvorov". Ma un anno dopo la sua morte, il nuovo zar Alessandro I, che ne aveva sempre riconosciuto il valore e le straordinarie doti militari, eresse una statua alla sua memoria nel Campo di Marte di San Pietroburgo.
Fu membro della loggia massone russa "Le tre stelle", nella quale ottenne il grado di Maestro. Il 25 gennaio 1761 fu promosso Maestro scozzese (quinto grado) nella loggia "Zu den drei Kronen", appartenente alla Gran loggia nazionale prussiana "Zu den drei Weltkugeln".

## La sua discendenza e i titoli
Il suo nome completo, i titoli secondo la pronuncia russa, i ranghi e le onorificenze, sono i seguenti: Aleksandr Vasil'evič Suvorov, principe d'Italia (knjaz' italijskij), conte di Rymnik (graf rymnikskij), conte del Sacro Romano Impero, principe di Sardegna, Generalissimo delle forze terrestri e navali della Russia, Maresciallo di Campo degli eserciti dell'Austria e Sardegna.
Seriamente ferito sei volte, nel corso della sua carriera militare, fu insignito dell'Ordine di Sant'Andrea, Ordine di San Giorgio il Trionfante di Prima Classe, Ordine di San Vladimiro di Prima Classe, Ordine di Sant'Aleksandr Nevskij, Ordine di Sant'Anna di Prima Classe, Gran Croce dell'Ordine di San Giovanni di Gerusalemme, Ordine militare di Maria Teresa di Prima Classe (Austria), Ordine dell'Aquila Nera, Ordine dell'Aquila rossa (Prussia), Menzione Pour le Mérite (Prussia), Ordine dei Santi Maurizio e Lazzaro (Sardegna), Ordine di San Gubert (Baviera), la Leonessa d'Oro, Ordine della Carmelitana Vergine Maria e San Lazzaro (Francia), Ordine dell'Aquila Bianca, Ordine di San Stanislao (Polonia).
Il figlio di Suvorov, Arkadij (1783 - 1811), servì come ufficiale nell'esercito imperiale russo durante le guerre turche e le Guerre napoleoniche agli inizi del secolo XIX e annegò nello stesso fiume Rymnik che tanta fama aveva dato a suo padre. Pure suo nipote, Aleksandr Arkadievič (1804 - 1882) fu un generale russo.

## Valutazioni storiografiche

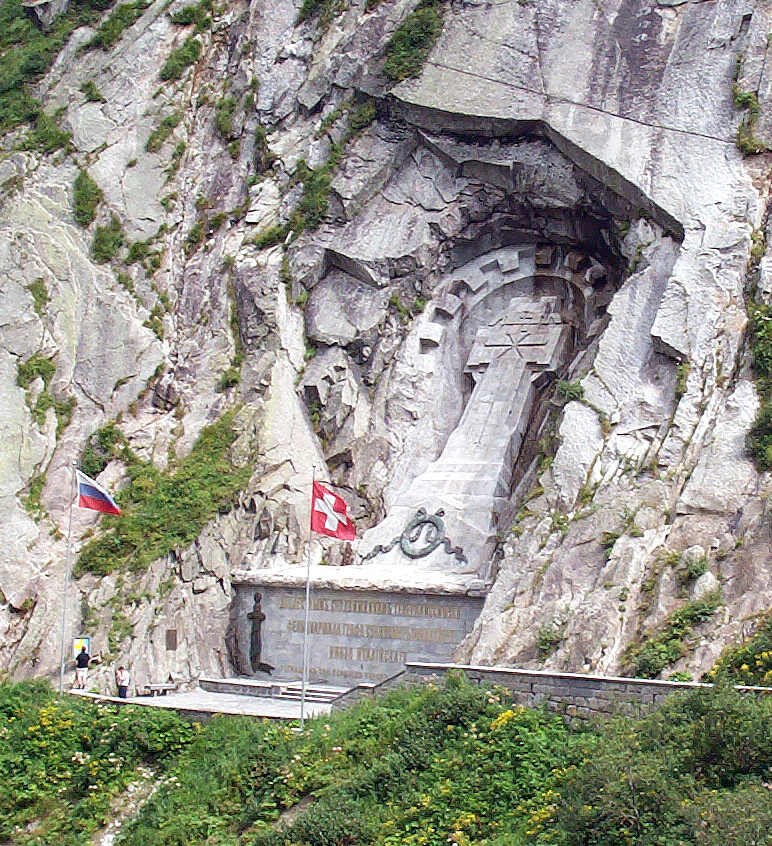
Monumento a Suvorov nelle Alpi Svizzere, scolpito nella roccia a lato della strada che collega Andermatt a Göschenen

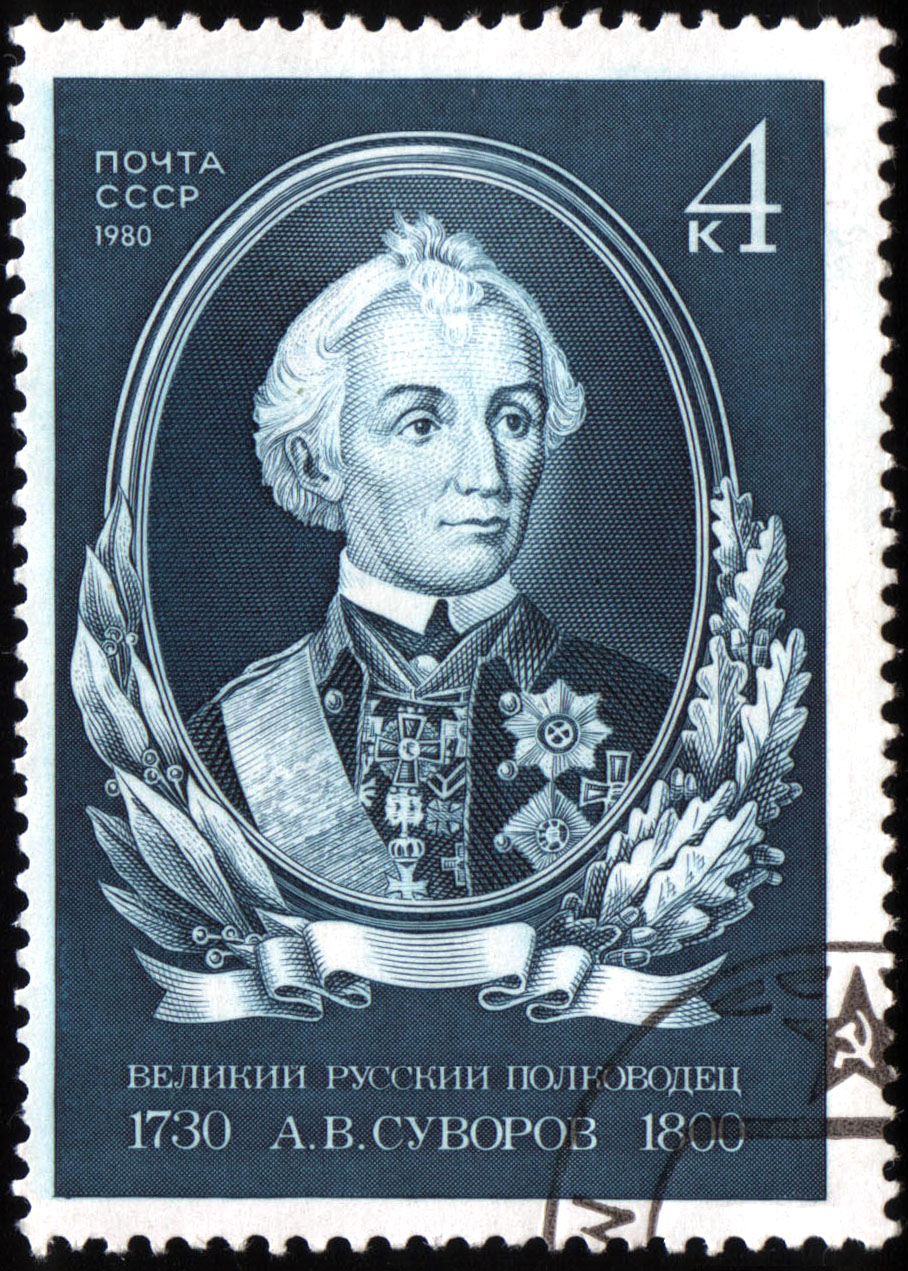
Francobollo dell'Unione Sovietica, Aleksandr Suvorov, 1980 (Michel 5009, Scott 4878)

I russi hanno glorificato largamente la memoria di Suvorov. Quale grande comandante per tutta la durata della sua vita militare, è considerato il condottiero della nazione russa per eccellenza, sia per la riconosciuta grandezza delle sue imprese che per il carattere della sua leadership, sempre sensibile al rispetto dei suoi uomini. In un'epoca nella quale la guerra si era trasformata in un'azione più importante della diplomazia, egli restaurò il suo vero significato come atto di forza. Ebbe una gran semplicità di maniere, e mentre si trovava in guerra viveva come un soldato semplice, dormendo sulla paglia e accontentandosi della paga più umile, benché fosse passato per tutti i gradi delle gerarchie militari.
Il re Luigi XVIII di Francia, che conosceva personalmente Suvorov, disse di lui:
(Memorie di Luigi XVIII)
L'ambasciatore francese in Russia, Louis-Philippe de Ségur, così esprimeva sul suo conto:
La sua lingua tagliente gli procurò non pochi nemici, primo tra tutti lo zar Paolo I di Russia. Come uomo di azione disprezzava i favoriti ignoranti e i cavalieri da salotto, ma le sue battute servirono, in alcune occasioni, per nascondere il suo carattere schivo e in altre per esprimere un genio militare i cui successi rimasero indelebili nell'esercito russo. Se le tattiche dei russi nella guerra russo-giapponese del 1904 - 1905 rifletterono troppo pedissequamente alcune delle massime delle guerre turche di Suvorov, lo spirito di sacrificio, la risolutezza e l'indifferenza per le perdite che mostrarono, costituirono un prezioso lascito proveniente da queste guerre. Michail Ivanovič Dragomirov dichiarò di avere basato la sua condotta sulle tattiche di Suvorov, ritenendole rappresentative del tradizionale approccio alla guerra della nazione russa.
Lo stesso Suvorov diceva di sé stesso:
Il generale Suvorov, secondo le cronache dell'epoca, aveva fama di persona particolarmente stravagante. Nel Palazzo d'Inverno percorreva frequentemente i corridoi saltando su un solo piede, anche fermandosi a baciare il ritratto dell'imperatrice Caterina che le dame presenti portavano al collo. Durante le missioni belliche era solito anticipare il battere della Diana, mettendosi al centro dell'accampamento sul proprio cavallo, in camicia da notte, imitando il canto del gallo.
Nel 1904 venne aperto il Museo Suvorov. Oltre che a San Pietroburgo, vennero eretti altri monumenti a Suvorov, a Očakiv (1907), Sebastopoli, Izmaïl, Tul'čin, Kobryn, Ladoga, Cherson, Timanovka, Simferopoli, Kaliningrad, Končanskoe, Rymnik (Râmnicu Sărat, Romania) e sulle Alpi svizzere. Il 29 luglio 1942 il Presidium del Soviet Supremo dell'URSS creò l'Ordine di Suvorov che veniva concesso a chi si fosse distinto in imprese offensive di successo contro le forze nemiche.

## Contributo alle scienze militari

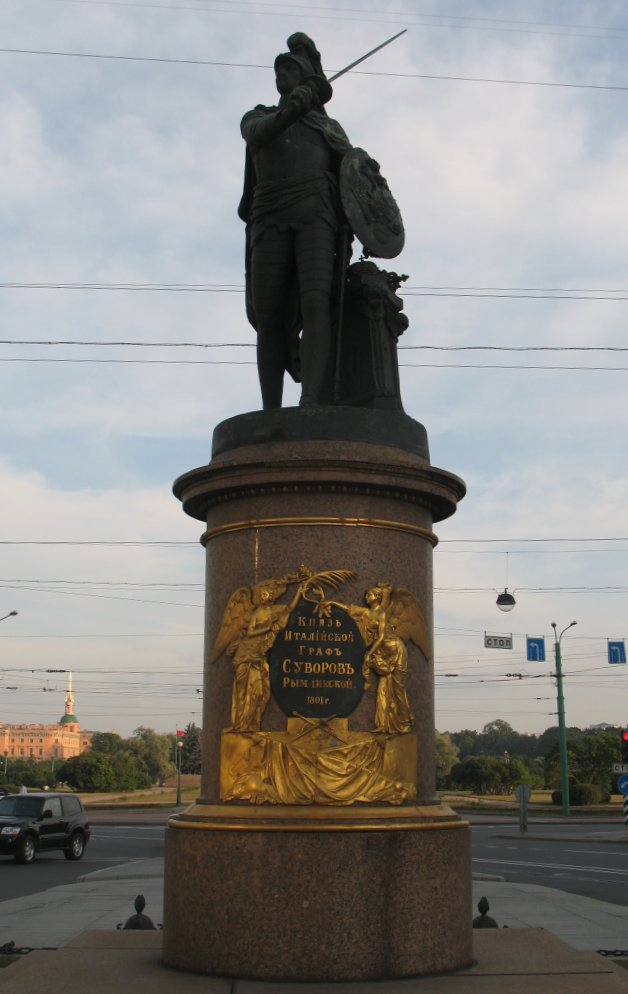
Monumento a Suvorov nell'omonima piazza di San Pietroburgo.

Il genio militare del comandante Suvorov ben si riflette nella frase coniata di A. Šišov: "Non ha perso una sola battaglia, e la maggior parte di queste sono state vinte in una situazione di superiorità numerica del nemico" (oltre 60 battaglie).
Suvorov possedeva una vastissima conoscenza non solo nelle scienze militari, ma anche in altri campi dello scibile umano. Suvorov ha lasciato un enorme contributo teorico e pratico all'arte militare, arricchendo tutte le aree dell'arte militare con nuove conclusioni, strategie e disposizioni. Egli scartò i principi ormai ritenuti obsoleti della strategia lineare della tattica militare, sviluppando e applicando forme e metodi di guerra più avanzati nella pratica militare, fatto che contribuì a fare eccellere l'esercito russo dell'epoca.
La strategia di Suvorov si distinse già alla sua epoca per una capacità di attività e determinazione eccezionali. L'obiettivo principale delle operazioni militari secondo Suvorov era quello di distruggere l'esercito nemico in battaglia in campo aperto. La tattica vincente della sua opera era l'offensiva. "La vera regola dell'arte militare", insegnava Suvorov, "è attaccare direttamente il nemico dal lato dove esso si presenta più debole, e non convergere timidamente facendosi strada attraverso continui volteggiamenti... la questione può essere risolta solo da un'offensiva audace diretta". Dando la preferenza all'offensiva, Suvorov ha ritenuto possibile in alcuni casi ricorrere alla difesa e persino ritirarsi nell'interesse di preservare le truppe dalla presenza di un corpo superiore di nemici. Suvorov non fu così, nel suo tempo, solo il più grande stratega, ma anche un insuperabile esperto di tattica. Il merito speciale di Suvorov in questo senso era quello di avere migliorato la tattica dell'uso delle colonne di uomini in combinazione con il sistema d'azione libera, un metodo di battaglia creato in occidente solo durante le guerre della Rivoluzione francese della fine del XVIII secolo e poi sviluppato da Napoleone. La tattica di Suvorov combinava correttamente il colpo a fuoco con quello a baionetta. Le tattiche di Suvorov erano basate sulla conoscenza il più perfetta possibile della situazione militare del nemico, oltre a un'attenta considerazione della situazione e delle risorse, velocità e sorpresa.
Suvorov ha contribuito per primo alla creazione di un sistema avanzato di istruzione e addestramento delle truppe. Questo si basava sulla convinzione che l'uomo può essere un fattore decisivo nella vittoria. Egli si oppose sempre categoricamente alla pura esercitazione teorica o da parata che egli giudicava insensata, stancante e svilente per i soldati, cercando invece di suscitare nei suoi soldati un senso di identità nazionale e amore per la patria, di abituarli ad azioni coraggiose, di renderli versatili e abili nella più ampia varietà di condizioni di combattimento. Suvorov esigeva che i suoi subordinati avessero una chiara comprensione dell'essenza dei compiti che dovevano affrontare: il piano d'azione veniva spiegato correttamente agli ufficiali come ai semplici soldati, poiché "ogni soldato deve capire la sua manovra".
Suvorov prestò grande attenzione alla vita e al benessere dei soldati e sotto la sua direzione le malattie che furono il "flagello" degli eserciti del XVIII secolo diminuirono drasticamente. Mostrando instancabile cura per i suoi soldati, la loro vita e le loro necessità e condividendo con loro tutte le difficoltà della vita del campo, Suvorov seppe guadagnarsi una fiducia e una stima illimitate dell'esercito.
L'attività di comando di Suvorov ha lasciato un segno profondo nella storia dell'esercito russo. Seguace delle dottrine di Pietro I di Russia e allievo di P. A. Rumjancev, Suvorov formò molti dei più famosi comandanti militari della Russia dell'epoca tra cui M. I. Kutuzov e P. I. Bagration.
Suvorov ebbe un'influenza significativa sul pensiero militare straniero. Lo storico militare russo F.N. Glinka ha scritto a tal proposito: "Ora è chiaro e palese che Napoleone abbia assunto molte delle regole dell'arte militare dal nostro Suvorov. Ciò non venne negato dagli stessi francesi; Lo stesso Napoleone lo confessò; in una serie di lettere in codice intercettate dagli inglesi, disse esplicitamente al Direttorio che Suvorov non sarebbe stato fermato sulla strada della vittoria fino a quando i francesi non avessero imparato dalla sua arte speciale di combattimento e avrebbero impostato regole chiave contro di lui". Infatti fu proprio Napoleone ad adottare negli scontri che condusse dagli ultimissimi anni del Settecento lo stile tipico di Suvorov, ovvero quello di fare agire due colonne di fanteria alla baionetta in concomitanza con la cavalleria e i volteggiatori. Suvorov fu tra i primi a suggerire inoltre la rigatura delle canne dei fucili, fatto che avrebbe permesso di aumentare il raggio di tiro effettivo di diverse centinaia di metri, sostituendo sempre più gli scontri alla baionetta che comportavano enormi perdite di uomini.
Suvorov fu inoltre il primo autore di un vocabolario militare in lingua russa che rimase adottato dall'esercito imperiale sino alla rivoluzione d'inizio Novecento. Egli decise di rivoluzionare il linguaggio militare russo, imprimendogli un'impronta più nazionale anziché preferire l'uso di termini in lingua straniera (all'epoca erano in uso in prevalenza il francese e il latino). Dal momento che lo stesso generalissimo conosceva diverse lingue straniere, era giunto a disprezzare quei suoi colleghi generali russi che utilizzavano termini colti in lingua straniera per mostrare la propria istruzione ai subordinati senza che questo avesse una rilevanza pratica, anzi talvolta peggiorando i fatti dal momento che spesso tali ordini o termini non venivano compresi dai gradini più bassi della gerarchia militare, rendendo quindi fallimentari intere operazioni. Egli addirittura era convinto che l'uso smodato di neologismi o parole in lingua straniera in ambito militare fosse dai più utilizzato come una copertura intesa a evitare che si notasse la sostanziale incompetenza che questi graduati manifestavano nelle discipline militari applicate, la loro riluttanza a studiare correttamente l'arte della guerra e la loro mancanza di un'iniziativa nel processo decisionale (frequente e deprecabile era secondo Suvorov l'abitudine di fare affidamento ovunque e in tutto sulla presenza di un comando superiore a cui comunque spettavano le decisioni più importanti, ma non l'assunzione della responsabilità dei più grandi fallimenti).

## Onorificenze

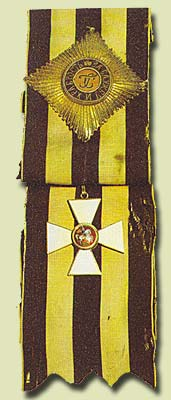
La fascia, la medaglia e la placca di I classe dell'Ordine imperiale di San Giorgio concesso a Suvorov

## Riconoscimenti

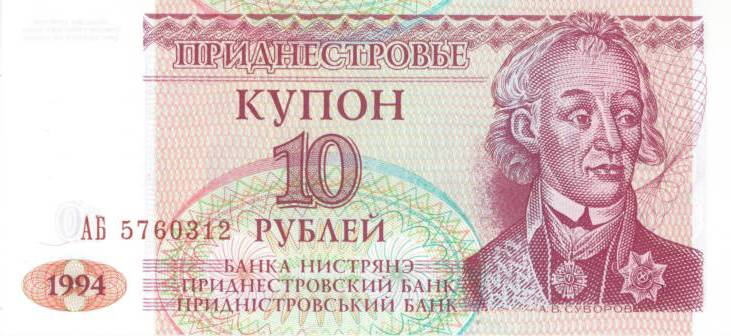
Banconota da 10 rubli transnistriani

Aleksandr Vasil'evič Suvorov è rappresentato sul fronte di diverse banconote di rubli transnistriani.

## Ascendenza
|                               |               |        | Genitori |  |  | Nonni |  |  | Bisnonni                  |  |  | Trisnonni               |  |
|                               |               |        |          |  |  |       |  |  | Grigorij Ivanovič Suvorov |  |  | Ivan Parfenevič Suvorov |  |
|                               |               |        |          |  |  |       |  |  | Grigorij Ivanovič Suvorov |  |  | Ivan Parfenevič Suvorov |  |
|                               |               | …      |          |  |  |       |  |  | Grigorij Ivanovič Suvorov |  |  |                         |  |
| Ivan Grigor'evič Suvorov      |               |        |          |  |  |       |  |  | Grigorij Ivanovič Suvorov |  |  |                         |  |
|                               |               | …      | …        |  |  |       |  |  |                           |  |  |                         |  |
|                               |               | …      | …        |  |  |       |  |  |                           |  |  |                         |  |
|                               |               | …      | …        |  |  |       |  |  |                           |  |  |                         |  |
| Vasilij Ivanovič Suvorov      |               | …      |          |  |  |       |  |  |                           |  |  |                         |  |
|                               |               | Ivan ? | …        |  |  |       |  |  |                           |  |  |                         |  |
|                               |               | Ivan ? | …        |  |  |       |  |  |                           |  |  |                         |  |
|                               |               | Ivan ? | …        |  |  |       |  |  |                           |  |  |                         |  |
| Marija Ivanovna ?             |               | Ivan ? |          |  |  |       |  |  |                           |  |  |                         |  |
|                               |               | …      | …        |  |  |       |  |  |                           |  |  |                         |  |
|                               |               | …      | …        |  |  |       |  |  |                           |  |  |                         |  |
|                               |               | …      | …        |  |  |       |  |  |                           |  |  |                         |  |
| Aleksandr Vasil'evič Suvorov  |               | …      |          |  |  |       |  |  |                           |  |  |                         |  |
|                               | Semën Menukov | …      |          |  |  |       |  |  |                           |  |  |                         |  |
|                               | Semën Menukov | …      |          |  |  |       |  |  |                           |  |  |                         |  |
|                               | Semën Menukov | …      |          |  |  |       |  |  |                           |  |  |                         |  |
| Fedosej Semënovič Manukov     | Semën Menukov |        |          |  |  |       |  |  |                           |  |  |                         |  |
|                               |               | …      | …        |  |  |       |  |  |                           |  |  |                         |  |
|                               |               | …      | …        |  |  |       |  |  |                           |  |  |                         |  |
|                               |               | …      | …        |  |  |       |  |  |                           |  |  |                         |  |
| Eudosija Feodosievna Manukova |               | …      |          |  |  |       |  |  |                           |  |  |                         |  |
|                               |               | …      | …        |  |  |       |  |  |                           |  |  |                         |  |
|                               |               | …      | …        |  |  |       |  |  |                           |  |  |                         |  |
|                               |               | …      | …        |  |  |       |  |  |                           |  |  |                         |  |
| …                             |               | …      |          |  |  |       |  |  |                           |  |  |                         |  |
|                               |               | …      | …        |  |  |       |  |  |                           |  |  |                         |  |
|                               |               | …      | …        |  |  |       |  |  |                           |  |  |                         |  |
|                               |               | …      | …        |  |  |       |  |  |                           |  |  |                         |  |
|                               |               | …      |          |  |  |       |  |  |                           |  |  |                         |  |